# Mírová smlouva

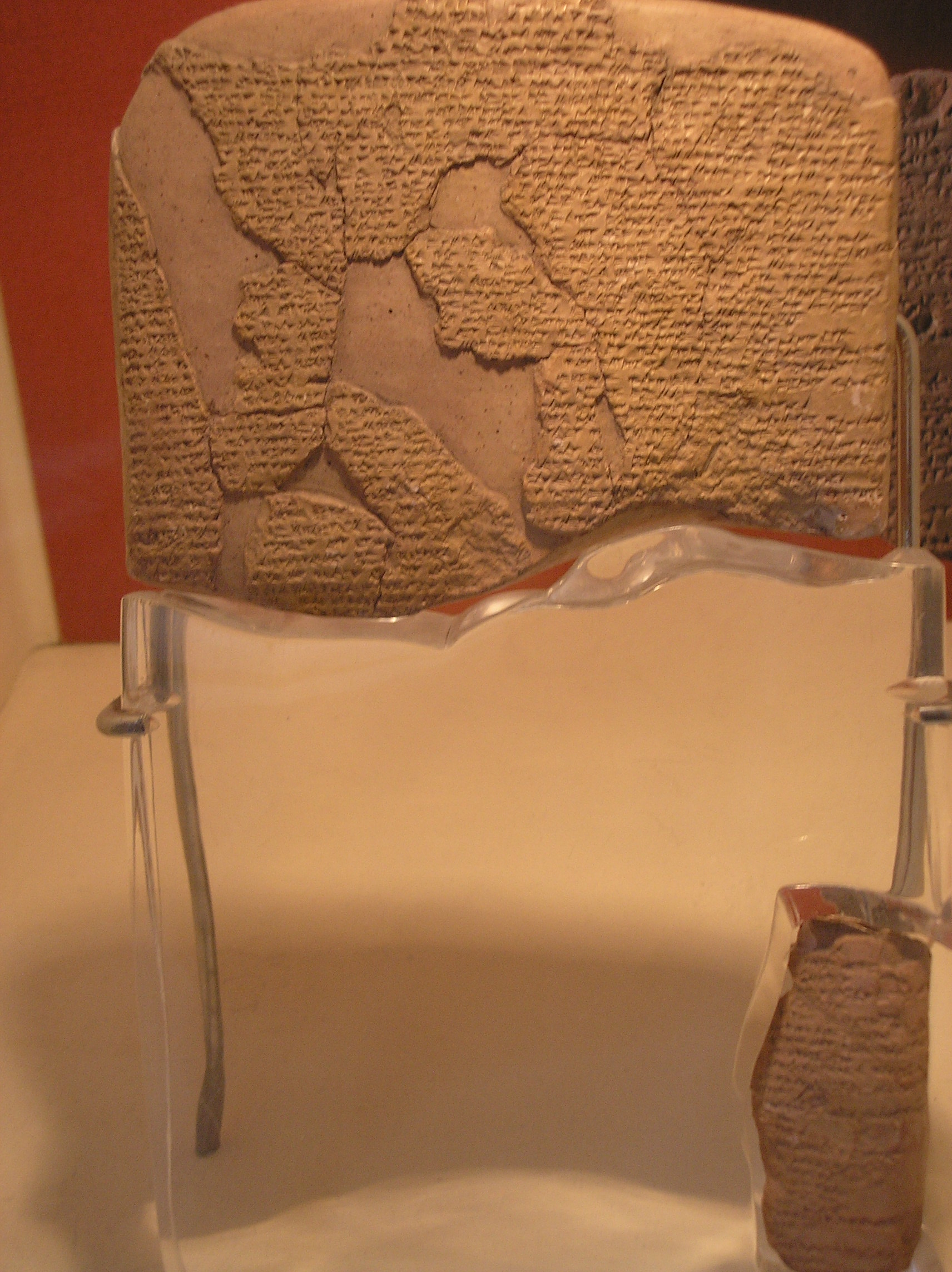
Záznam první známé mírové smlouvy v dějinách – egyptsko-chetitské dohody po bitvě u Kadeše (Istanbul Archaeology Museum)

Mírová smlouva je mezinárodní smlouva mezi dvěma válčícími stranami, kterou je formálně ukončen válečný konflikt a uzavřen mír. Mírová smlouva následuje po kapitulaci, separátním míru nebo příměří, kterým se zastavují boje mezi znepřátelenými stranami.

## Obsah smlouvy
Při uzavření míru jsou mírovými smlouvami řešeny otázky vyplývající z ozbrojeného konfliktu mezi státy.
Řešené věci:
- formální vymezení státních hranic
- řešení budoucích sporů
- přístup a rozdělení zdrojů
- status uprchlíků
- řešení dluhů
- obnovení nebo zrušení dřívějších mezinárodních smluv

Mírové smlouvy jsou často uzavírány na území považovaném za neutrální v konfliktu a delegáti neutrálních zemí jednají jako svědci podpisu. Pří rozsáhlejších válkách může být uzavřena jedna mírová smlouva řešící všechny záležitosti nebo samostatné smlouvy mezi jednotlivými státy.